# Сражение при Граухольце
Сражение при Граухольце (фр. Bataille de Grauholz) — сражение между войсками Французской республики под командованием Алексиса Шауэнбурга и ополченцами кантона Берн под командованием Карла фон Эрлаха 5 марта 1798 года во время французского вторжения в Швейцарию. Битва произошла на лесистом холме, расположенном на территории современных муниципалитетов Швейцарии Уртенен-Шёнбюль и Мосзедорф. Поражение при Граухольце положило конец сопротивлению кантона Берн.

## Ход событий
После того как переговоры между правительством Берна и французским командующим объединёнными Итальянской и Рейнской армиями генералом Брюном оказались безрезультатными, 1 марта 1798 года французы начали вторжение на территорию кантона Берн. Были мобилизованы бернские ополченцы, которых возглавил генерал Карл Людвиг фон Эрлах. Бернская армия численностью 6400 человек потерпела поражение от французов в битве при Фраубруннене и была отброшена к Граухольцу. 4 марта правительство Берна подписало акт о капитуляции.
Тем не менее, 5 марта бернские ополченцы под командованием фон Эрлаха, у которого к тому времени осталось лишь два батальона,  у лесистых холмов Граухольц оказали сопротивление французам, которыми командовал генерал Балтазар Алексис Анри Шауенбург. Сначала ополченцы стойко держались почти два с половиной часа, но затем французы обошли их с фланга, и они обратились в бегство и были окончательно рассеяны.
После этого поражения генерал д'Эрлах отступил с частью своей армии. Затем он попытался защитить защитить форты Шосхальде и Фельсенбург, а также попытался удержать мост Унтертор, чтобы защитить Берн, но тщетно. Затем он отправился на юг страны, чтобы организовать сопротивление в бернском Оберланде, но был убит в Вихтрахе солдатами (или крестьянами), обвинившими его в предательстве..

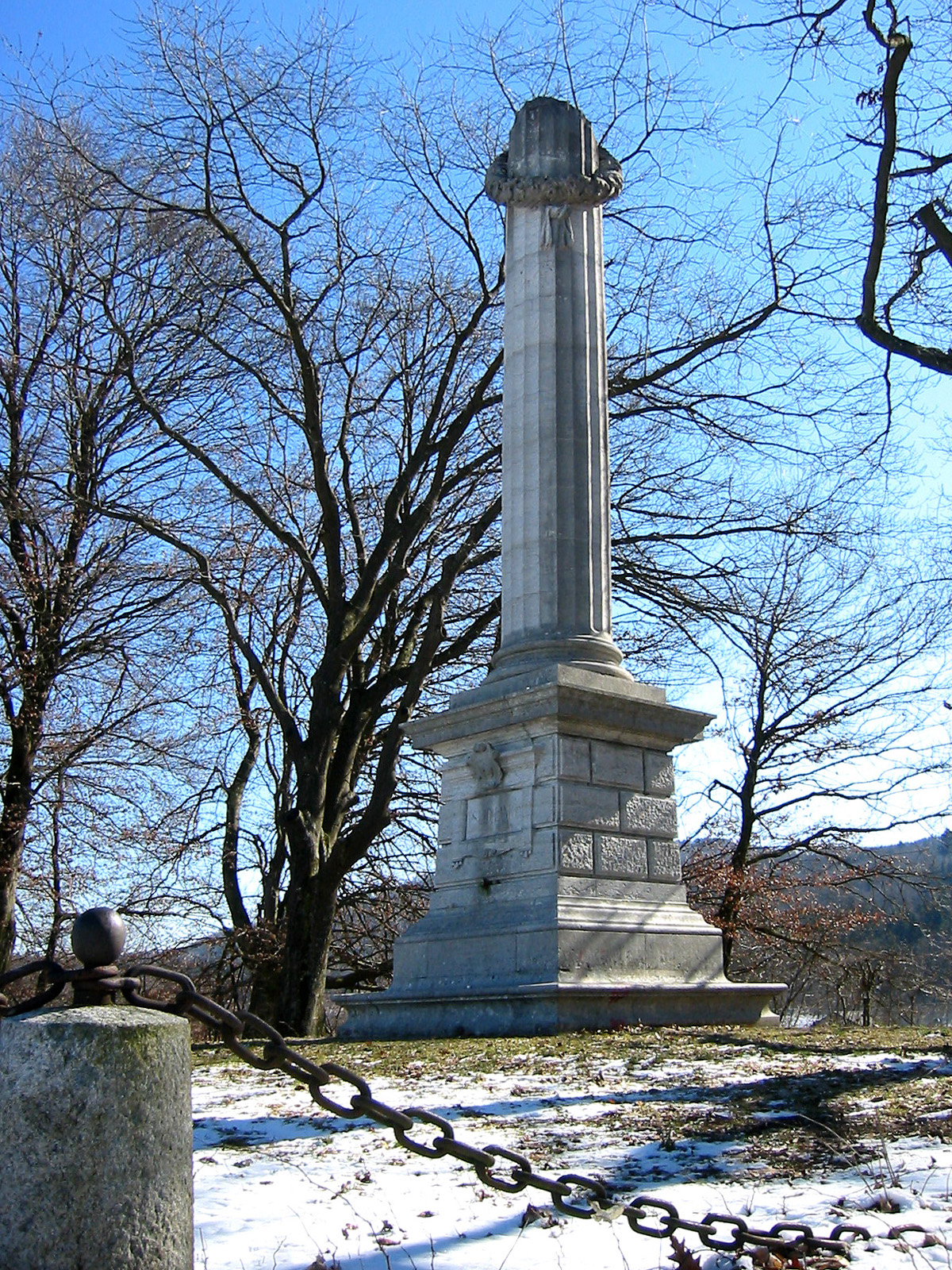
Мемориал в память о сражении в близлежащем посёлке Мосзеедорф

## Память
В Мосзеедорфе в 1886 году был установлен памятник сражению, прошедшему почти сто лет назад.